# Rainer Schmidt (sciatore)
Rainer Schmidt (Langewiesen, 1º agosto 1948) è un ex saltatore con gli sci tedesco.

## Palmarès

### Olimpiadi invernali
- Bronzo a Sapporo 1972 nel salto con gli sci, trampolino lungo.

### Mondiali
- Argento a Bad Mitterndorf 1975 nel volo con gli sci.